# Macross
Macross (マクロス, Makurosu) és una saga d'animació japonesa del gènere meca (robot), inaugurada el 1982 amb la sèrie de televisió Chō jikū yōsai Macross i continuada amb l'obra derivada Macross II, Macross Plus, Macross 7, Macross Zero, Macross Frontier i Macross Delta, cada una composta per diferents històries i personatges, a banda de joguets i videojocs inspirats en la franquícia.

## Sèries
| A.   | Títol                 | F.   |
| ---- | --------------------- | ---- |
| 1982 | Chō jikū yōsai        | 2009 |
| 1984 | Do You Remember Love? | 2009 |
| 1987 | Flashback 2012        | 2012 |
| 1992 | II: Lovers Again      | 2089 |
| 1994 | 7                     | 2044 |
|      | Plus                  | 2039 |
| 2002 | Macross Zero          | 2008 |
| 2008 | Frontier              | 2059 |
| 2015 | Delta                 | 2067 |

### Chōjikū yōsai Macross
La sèrie original, Chō jikū yōsai Makurosu (超時空要塞マクロス, lit. «super fortalesa espaitemporal Macross», ressenyada sovint en anglés com The Super Dimension Fortress Macross), és una coproducció d'Studio Nue, Big West i Tatsunoko Productions, en la qual Nue creà l'argument i dissenyà els personatges, Big West aportà el capital i Tatsunoko executà el gros de l'animació barata els drets d'explotació internacionals de la sèrie i el merxandatge derivat; el 1984, la productora californiana Harmony Gold li comprà eixos drets per a editar-la i emetre-la a occident com a primera part de la sèrie Robotech, raó per la qual la difusió de les seqüeles posteriors per part d'altres distribuïdors donà lloc a una sèrie de litigis legals no resolts
fins 2021, ja que el 14 de març d'eixe any caducaven els drets d'Harmony Gold.
El primer de març d'eixe any, Big West i Harmony Gold firmaren un nou acord pel qual es permetria la publicació de la saga Macross a occident i la futura estrena d'un llargmetratge de Robotech als Japons.
Argument
La narració comença amb un pròleg situat en l'any 1999, quan una nau espacial s'estavella a una illa; deu anys més tard, el 2009, la nau ha sigut reconstruïda i està a punt de fer el viatge inaugural quan l'illa és atacada per un alienígenes anomenats Zentradi. Encara que no siga la primera del gènere meca, Macross és considerada una de les obres pioneres del gènere junt amb la saga de Gundam; la seua adaptació nord-americana també fon definitòria per a l'exportació de l'anime fora dels Japons.
El llargmetratge i Flashback 2012
L'argument d'esta sèrie es condensà en un llargmetratge animat del 1984, Chō jikū yōsai Makurosu: ai oboete imasu ka (超時空要塞マクロス 愛・おぼえていますか, «Macross: recordeu l'amor?»), centrat en el triangle amorós entre els protagonistes: Lynn Minmay, Hikaru Ichijo i Misa Hayase;
i l'arc original de la saga es completà el 1987 amb l'OVA Chō jikū yōsai Macross Flashback 2012 (超時空要塞マクロス Flash Back 2012), un musical protagonitzat per Minmay de mitja hora de duració amb imàtgens reutilitzades de les dos produccions anteriors i metratge inèdit al final del programa, que funcionà a mode de conclusió de la història.
Do You Remember Love? també fon editada i retallada per a l'adaptació nord-americana, retitulada Clash of the Bioroids.

### Macross II: Lovers Again
Ambientada huitanta anys després de la història original, Chō jikū yōsai Macross II: Lovers Again (超時空要塞マクロスII -LOVERS AGAIN-) és una minisèrie de sis OVA protagontizada per Hibiki Kanzaki, un periodiste enviat per la UN Spacy a informar d'una nova invasió alienígena, durant la qual entra en contacte amb una d'elles.

### Macross 7
Una altra continuació de la sèrie original, situada trenta-cinc anys després segons la cronologia interna, en la qual el jove músic Nekki Basara es troba enmig d'una nova invasió alienígena a la colònia espacial en la qual viatjava, City 7.

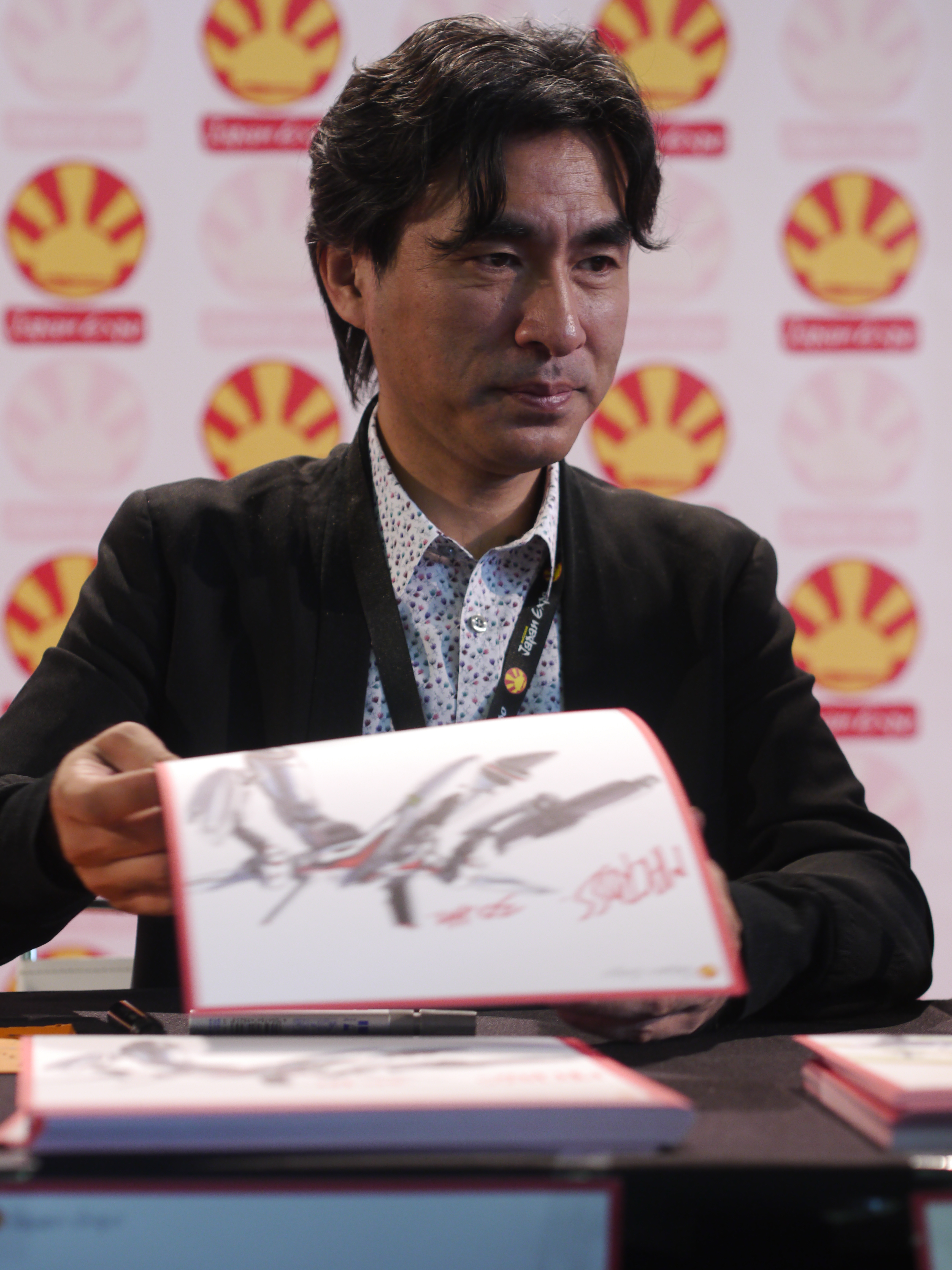
Kawamori, 2013

D'esta subsaga se'n feu una continuació en manga, Macross 7: Trash (マクロス7トラッシュ), executat per un dels dissenyadors de la sèrie original i de la 7, Haruhiko Mikimoto, i centrat en el trio de personatges amb la particularitat que no conté cap combat de meca.

### Macross Zero
Per a commemorar el vint aniversari de la saga original, a les acaballes del 2002 s'estrenà la minisèrie de cinc OVA Macross Zero, dirigida per Shoji Kawamori: una preqüela situada cronològicament un any abans de l'argument principal de Macross, en el qual un pilot perdut a una illa remota es troba enmig d'una batalla entre les dos faccions de la guerra i l'aparició del primer Veritech.

### Macross Plus
Encara que Macross II fon la primera seqüela produïda, Macross Plus és considerada un dels punts àlgids de la saga per la implicació de Shōji Kawamori i la participació de Shinichiro Watanabe com a co-director i d'Hideaki Anno com a animador clau; a més, és una de les poques derivacions de la franquícia que aplegà a occident malgrat el blocatge d'Harmony Gold: en l'argument, situat trenta anys després de Macross, dos empreses competixen per comercialitzar el nou model de Variable Fighter per a la UN Spacy, amb un triangle amorós i la intel·ligència artificial com a leitmotiv.

### Macross Frontier
Per a celebrar el vint-i-cinqué aniversari de la saga, el 2008 Shoji Kawamori i Yoko Kanno participaren en la creació d'una nova història, Frontier, ambientada cinquanta anys després (any 2059): els protagonistes són la cantant Ranka Lee i el pilot Art Saotome, dos jóvens inexperts en llurs camps que es troben enmig d'un atac a la 25a Flota de Reconeixement, que viatja per l'espai en busca d'un exoplaneta.

### Macross Delta
Ambientada en el 2067, huit anys després de l'argument de Frontier, esta sèrie de vint-i-sis capítols està protagonitzada pel grup de música Walküre i l'esquadró Delta, els quals fan front a la síndrome Var, un fenomen que amenaça de consumir la galàxia.

## Videojocs
| A.   | títol                          | sist.         | empresa              |                |
| ---- | ------------------------------ | ------------- | -------------------- | -------------- |
| 1982 | Macross                        | Arcadia       | Bandai               |                |
| 1984 | Miss Macross                   | PC-88         | Technopolis Soft     |                |
| 1985 | Choujikū Yōsai Macross         | Famicom       | Bandai               |                |
| 1992 | Macross 2036                   | PCE-CD        | Masaya               |                |
| 1992 | Eternal Love Song              | PCE-CD        | Masaya               |                |
| 1993 | Macross II                     | recreativa    | Banpresto            |                |
| 1993 | Scrambled Valkyrie             | SFC           | Zamuse               |                |
| 1994 | Skull Leader                   | PC-9801       | Family Soft          |                |
| 1996 | Macross Plus                   | recreativa    | Banpresto / Big West |                |
| 1997 | Digital Mission VF-X           | PS            | Alpha-Unit / Bandai  |                |
| 1997 | Do You Remember Love?          | PS / Saturn   | Scarab / Bandai      |                |
| 2000 | Ginga no Heart o Furuwa Sero!! | GBC           | Epoch                |                |
| 2000 | Macross Plus                   | PS            | Shoeisha/Takara      |                |
| 2000 | VF-X 2                         | PS1           | Bandai               |                |
| 2001 | Macross M3                     | Dreamcast     | Shoeisha             |                |
| 2001 | Choujikū Yōsai Macross         | PS2           | Bandai               |                |
| ?    | Robotech: Crystal Dreams       | N64           | TDK                  |                |
| 2002 | Robotech: Battlecry            | PS2 / Xbox    | TDK                  |                |
| 2002 | Robotech: The Macross Saga     | GBA           | TDK                  |                |
| 2008 | Ace Frontier                   | PSP           | Bandai Namco         |                |
| 2009 | Ultimate Frontier              | PSP           | Bandai Namco         |                |
| 2011 | Triangle Frontier              | PSP           | Bandai Namco         |                |
| 2011 | Trial Frontier                 | PS3           | Bandai Namco         |                |
| 2013 | 30: Ginga wo tsunagu utagoe    | PS3           | Bandai Namco         | Artdink        |
| 2017 | Uta Macross Sma-Pho De-Culture | Android / iOS | DeNA                 |                |
| 2024 | Shooting Insight               | 8a, 9a        | Bushiroad            | Kaminari Games |

El primer videojoc basat en la saga fon Macross, publicat el 1982 per Bandai per a la consola de joc Arcadia 2001: encara que la pantalla d'introducció apareix un Veritech que es convertix en robot i aterra, el joc és un matamarcianets clàssic sense cap de dificultat.

### Nintendo
L'any 1985 Namco produí el Choujikū Yōsai Macross per a la Nintendo Family Computer, distribuït per Bandai en la primera operació conjunta d'ambdós companyies, que es fusionarien l'any 2006.
Epoch publicà un shooter lateral per a Game Boy Color l'any 2000 inspirat en Macross 7: Ginga no Heart o Furuwa Sero!!
El Choujikuu Yousai Macross: Scrambled Valkyrie de 1993 és un dels millors del gènere publicats per a la Super Famicom —darrere d'Axelay, Super Aleste i R-Type 3—, amb gran profusió de detalls i arredonit amb la història, la música i els personatges principals de la sèrie original (Hikaru, Max i Milia, cada un equipat amb armes diferents): a més, en consonància amb l'argument de Macross, el jugador pot capturar un enemic en pantalla per a què lluite en el seu bàndol; el joc, desenrotllat per Winky Soft, fon publicat per Zamuse el 19 d'octubre del 1993 només al Japó, encara que els texts estan en anglés mal traduït.

### PC Engine
Macross 2036 és un altre shoot 'em up produït per Masaya per a PC Engine CD, ambientat en l'època de Macross II i protagonitzat per Mylene Jenius, encara que en una versió no canònica diferent de la que apareix en Macross 7: amb un apartat gràfic notable, el jugador controla un Veritech en mode avió que només es transforma breument en mode Gerwalk i, en les lluites contra els monstres, en Battloid, durant les quals el mecanisme de joc canvia lleugerament;
el mateix any, Masaya també publicà per a PC Engine el Macross: Eternal Love Song, un joc d'estratègia per torns basat en Do You Remember Love però amb personatges originals, del qual l'únic atractiu eren les escenes cinemàtiques, encara que llur temps de càrrega feia el joc interminable.
El 1994 aparegué Chou Jikuu Yousai Macross: Skull Leader, un joc d'estratègia per torns per al PC-9801 de NEC.

### Recreatives
El 1993, Banpresto i Big West tragueren un joc original per a màquina recreativa, Choujikuu Yousai Macross II, un shooter horitzontal sense massa repercussió.

### Macross Plus
De la sèrie Macross Plus se'n feren dos videojocs homònims: el primer, del 1996, un arcade de marcianets vertical amb tres naus per a triar;
l'altre, un first person shooter per a PlayStation publicat el 2000.

### PlayStation
El 1998 Bandai publicà Macross Digital Mission VF-X per a la PlayStation original, un simulador de vol en 3D en el qual les missions se centren en destruir les naus enemigues o seguir-les a llur base.
l'any següent, Scarab realitzà l'adaptació de la pel·lícula Do You Remember Love? en un altre marcianets lateral per a PSX i Sega Saturn.
El 2000 Bandai comercialitzà la seqüela del Digital Mission, Macross VF-X 2;

### 128 bits
l'any següent, Shoeisha Co., Ltd. publicà el Macross M3, un simulador de caces en 3D per a la Sega Dreamcast;
i Sega-AM2 desenrotllà per a Bandai un altre joc homònim inspirat en la saga original i el llarg Do You Remember Love? per a PlayStation 2.

### PSP i PS3
La subsaga Frontier produí tres videojocs per a PlayStation Portable: el primer, Macross Ace Frontier, no només pren elements d'eixa saga, sinó també de l'original i de les altres derivacions, en un joc d'acció en 3D que a més inclou l'opció de modificar el color dels Valkyrie;
la seqüela, Ultimate Frontier, li afegí contingut de les sèries 7 Dynamite, Flash Back 2012, Macross II, M3 i VF-X 2, encara que sense camànyes específiques;
i, el tercer lliurament (Triangle Frontier), amb mode de joc nou batejat Academy Mode per a crear un personatge propi de zero, tingué una versió per a PlayStation 3 en forma de joc promocional, intitulat Trial Frontier.
Eixe, junt amb dos minijocs inclosos en sengles edicions especials junt amb pel·lícules, foren els únics publicats per a la Play 3 abans de la publicació del Macross 30: Ginga wo tsunagu utagoe (マクロス30 銀河を繋ぐ歌声, «veus a través de la galàxia») en 2013 per a commemorar el trenté aniversari de la franquícia.
El darrer joc publicat fins 2021 és l'Uta Macross Sma-Pho De-Culture (歌マクロス スマホDeカルチャー), un videojoc de música per a dispositius mòbils.

### Robotech
A banda, l'any 2002 la companyia audiovisual TDK publicà sengles videojocs per a Game Boy Advance, PlayStation 2 i Xbox basades en l'adaptació occidental de la saga, Robotech: el de 64 bits, Robotech: Battlecry és un joc en 3D protagonitzat per un personatge original, amb la participació de les veus de l'adaptació nord-americana; el de GBA, Robotech: The Macross Saga, és un joc de tall clàssic amb tres dels personatges clàssics seleccionables.